# クローテン
クローテン（Kloten）は、スイスの州であるチューリッヒ州のビューラハに位置する基礎自治体であり、グラット谷にも入る。

## 歴史
クローテン（Kloten）は、1155年に「Chlotun」として最初に言及されている。

## 地理
- 面積：19.3 km2 (7.5 sq mi)
  - 農地：34.1%
  - 山林：26.7%
  - 居住地（建物又は道路）：38.2%
  - その他：1% - 川、氷河、山など[4]

## 人口動態
クローテンは、31 December 2020時点で20,429人の人口がある。2007年現在で、人口の26.8%は、外国籍である。過去10年間で、人口は6.4%増加した。2000年現在、多くの人口（78.8%）はドイツ語を話し、2番目に多いイタリア語話者は4.2%、3番目に多いセルビア・クロアチア語は3.1%である。
2007年の選挙で、最多の票があったのは、46.1%のSVPである。次いで多いのが16.3%のSPS、9.5%のCSP、8.7%のFDP。
2000年現在の人口構成は、子供（0–19歳）が19.2%、大人（20–64歳）が68.3%、シニア（64歳以上）が12.5%である。スイスの人口のほとんどは普通、教育を十分に受けている。クローテンの25-64歳の人口のうち、70.3%は、義務教育ではない高等教育や専門学校、大学を修了している。
クローテンの失業率は3.12%で、2005年現在で、自治体では91人が第一次産業に従事しており、28の職種がある。また、第二次産業には4,545人が従事しており、109の職種がある。第三次産業には、23,154人が従事しており、888の職種がある。
下記は、歴史的な人口動態である。
| 年   | 人口   |
| ---- | ------ |
| 1467 | c. 370 |
| 1634 | 842    |
| 1710 | 1,328  |
| 1850 | 1,524  |
| 1900 | 1,363  |
| 1950 | 3,429  |
| 1970 | 16,388 |
| 2000 | 17,190 |

## サービス
図書館では、本、DVD、新聞などを提供している。詳細はStadtbibliothekへ

## 交通
クローテンの西部には、チューリッヒ空港の旅客ターミナルがあり、他の空港の多くもこの自治体に含まれている。大量の陸上輸送（道路や鉄道）は、空港やクローテンで利用されている。
クローテンは、高速道路・A51によって、チューリッヒやビューラハと接続されている。さらに、ヴィンタートゥールなどの東を結ぶ多くの道路も敷かれている。
自治体内には、3つの鉄道駅が存在する。チューリッヒ空港駅は、空港ターミナルビルの地下にあり、スイス各地へ向かう長距離列車、チューリッヒ・SバーンのS2、S16が乗り入れている。また、クローテン駅とバルスブルク駅には、SバーンのS7が発着する。自治体の西部では、シュタットバーン・グラッタルの路面電車、チューリッヒ・トラムの10系統、12系統が走っている。トラムは、チューリッヒ空港、バルスベルクで停車する。

## 経済
スイス インターナショナル エアラインズは、チューリッヒ空港のほかに、クローテン、ブラボー、チャーリー・ビルにオフィスを持つ。スイス・ワールド・カーゴは、アルファとブラボー・ビルにオフィスを持つ。スイス・プライベート航空は、スイス・コンプレックスにオフィスを持つ。また、スイスホテルを運営する企業のオフィスは、チューリッヒ空港内のプリオリア・ビジネス・センター及びクローテンに位置する。
かつてのスイス航空は、クローテンのチューリッヒ空港敷地内に拠点を置いていた。

## スポーツ
クローテンには、スイスのナショナル・リーグAでプレイするクローテン・フライヤーズがある。

## 教育
クローテン・スクールが市内に位置する。

## 気候
| チューリッヒ/クローテンの気候 | チューリッヒ/クローテンの気候 | チューリッヒ/クローテンの気候 | チューリッヒ/クローテンの気候 | チューリッヒ/クローテンの気候 | チューリッヒ/クローテンの気候 | チューリッヒ/クローテンの気候 | チューリッヒ/クローテンの気候 | チューリッヒ/クローテンの気候 | チューリッヒ/クローテンの気候 | チューリッヒ/クローテンの気候 | チューリッヒ/クローテンの気候 | チューリッヒ/クローテンの気候 | チューリッヒ/クローテンの気候 |
| 月                            | 1月                           | 2月                           | 3月                           | 4月                           | 5月                           | 6月                           | 7月                           | 8月                           | 9月                           | 10月                          | 11月                          | 12月                          | 年                            |
| ----------------------------- | ----------------------------- | ----------------------------- | ----------------------------- | ----------------------------- | ----------------------------- | ----------------------------- | ----------------------------- | ----------------------------- | ----------------------------- | ----------------------------- | ----------------------------- | ----------------------------- | ----------------------------- |
| 平均最高気温 °C （°F）        | 2 (36)                        | 4.5 (40.1)                    | 8.8 (47.8)                    | 13.2 (55.8)                   | 17.9 (64.2)                   | 21.2 (70.2)                   | 23.6 (74.5)                   | 22.7 (72.9)                   | 19.5 (67.1)                   | 13.7 (56.7)                   | 7 (45)                        | 3.1 (37.6)                    | 13.1 (55.6)                   |
| 日平均気温 °C （°F）          | −0.8 (30.6)                   | 0.6 (33.1)                    | 4.1 (39.4)                    | 8 (46)                        | 12.4 (54.3)                   | 15.7 (60.3)                   | 17.8 (64)                     | 17 (63)                       | 14 (57)                       | 9.1 (48.4)                    | 3.7 (38.7)                    | 0.4 (32.7)                    | 8.5 (47.3)                    |
| 平均最低気温 °C （°F）        | −4.1 (24.6)                   | −3.2 (26.2)                   | −0.7 (30.7)                   | 2.5 (36.5)                    | 6.4 (43.5)                    | 9.7 (49.5)                    | 11.6 (52.9)                   | 11.2 (52.2)                   | 8.5 (47.3)                    | 4.9 (40.8)                    | 0.2 (32.4)                    | −2.8 (27)                     | 3.7 (38.7)                    |
| 降水量 mm （inch）            | 67 (2.64)                     | 68 (2.68)                     | 68 (2.68)                     | 78 (3.07)                     | 96 (3.78)                     | 115 (4.53)                    | 106 (4.17)                    | 121 (4.76)                    | 83 (3.27)                     | 70 (2.76)                     | 84 (3.31)                     | 74 (2.91)                     | 1,031 (40.59)                 |
| 平均降水日数                  | 10.9                          | 9.5                           | 10.9                          | 11.6                          | 12.4                          | 12.2                          | 11.2                          | 11.5                          | 8.4                           | 8                             | 10.1                          | 10.4                          | 127.1                         |
| 出典：MeteoSchweiz            |                               |                               |                               |                               |                               |                               |                               |                               |                               |                               |                               |                               |                               |